# Frank Wheeler Mondell
Frank Wheeler Mondell, född 6 november 1860 i Saint Louis, Missouri, död 6 augusti 1939 i Washington, D.C., var en amerikansk politiker (republikan). Han var ledamot av USA:s representanthus för Wyomings valkrets 1895–1897 och 1899–1923.
Mondell efterträdde 1895 Henry A. Coffeen i representanthuset och efterträddes 1897 av John Eugene Osborne. År 1899 tillträdde Mondell på nytt som kongressledamot och efterträddes 1923 av Charles E. Winter.